# Brenda Castro
Brenda Giselle Castro Madrigal (Guápiles, Pococí, 25 de julio de 1992) es una modelo, reina de belleza, empresaria costarricense y estudiante de la carrera de Psicología, ganadora del certamen Miss Costa Rica 2015. 
Simultáneamente, ha participado en diversos concursos de belleza internacional como Miss Teenager Internacional 2011, Miss Latinoamérica Internacional 2014.

## Biografía
Castro Madrigal nació en Guápiles, en el cantón de Pococí, el 25 de julio de 1992, hija de Lisímaco Castro y Yamileth Madrigal. Es estudiante de la carrera de Psicología.
Desarrolla toda su niñez y
adolescencia en medio de una
numerosa y amorosa familia,
donde le inculcaron sus principales
valores.
Brenda inicia en el mundo del
modelaje a los 15 años cuándo
participa en el certamen más
importante de su ciudad de Guápiles, luego de casi 8 años de esa
primera experiencia, decidió dedicarle tiempo y preparación para participar en el certamen Miss Costa Rica.
Tras declararse como una persona amorosa, con gran liderazgo,
compromiso y alegría, con grandes
fortalezas físicas. Declaró que como ganadora del certamen busca una mejor sociedad y protección del
medio ambiente en el país.

## Certámenes de Belleza
Brenda incursionó en el modelaje a sus 16 años de edad.

### Señorita Expo-Pococí 2008
Brenda participó en el concurso más importante de Pococí en el cual logró ganar cabe recalcar que su origen es Guápiles.

### Miss Teenager Costa Rica 2011
Participó como representante de Limón compitió con 15 candidatas al final logró coronarse ganadora y también obtuvo el derecho de participar en Miss Teenager Internacional.

### Miss Teenager Internacional 2011
Se llevó a cabo en la Ciudad de Guatemala, Brenda concurso con candidatas de diversos países al final terminó como tercera finalista.

### Miss Latinoamérica Costa Rica 2014
Participó en este concurso donde logró coronarse como ganadora y así obtuvo el derecho de representar a Costa Rica en Miss Latinoamérica Internacional.

### Miss Latinoamérica Internacional 2014
Tras ganar el certamen nacional logró participar en el certamen internacional que se llevó a cabo en Panamá donde terminó como tercera finalista del concurso.

### Señorita Verano Costa Rica 2015
Se llevó a cabo el 21 de marzo en Puntarenas donde logró ganar este certamen, además este concurso le sirvió como preparación para concursar en Miss Costa Rica.

## Miss Costa Rica
Brenda audicionó para el Concurso Nacional de Belleza donde logró ser una de las alrededor de 60 precandidatas del concurso.La noche final se llevó a cabo el 7 de agosto de 2015 donde fue una de las representantes de Limón fue una de las más preparadas del concurso y donde ganó uno de los retos del concurso, al finalizar logró ganar el certamen nacional y así se coronó como Miss Costa Rica 2015 y como sucesora de Karina Ramos.

### Datos como ganadora de Miss Costa Rica
Representantes de Limón en Miss Costa Rica
- Brenda al ganar Miss Costa Rica 2015 rompió con 26 años de no ganar una corona para Limón la última vez que una representante de esta provincia ganó fue en 1986 a pesar de que varias representantes de esta provincia lograron entrar en el top 3.
- Brenda logró que su provincia clasificara por segunda vez consecutiva luego de que Carolina Arias representante de Limón en Miss Costa Rica 2014 finalizará como segunda finalista. Cabe destacar que Carolina es prima hermana de Brenda.
- Es la cuarta limonense en ganar un Miss Costa Rica.
- Es la primera guapileña en ganar Miss Costa Rica ya que las otras 3 Miss Costa Rica limonenses eran originarias de la ciudad de Limón.

Brenda, actualmente se dedicará a las obras de Miss Costa Rica.

## Miss Universo
Tras las declaraciones de Donald Trump en contra de la comunidad latina, Teletica dueña de la franquicia decidió no enviar a la ganadora al Miss Universo 2015 y que esta se enfocara únicamente en las obras y causas sociales de Costa Rica.
La organización enviaría a su representante si el magnate estadounidense pedía disculpas o vendía sus acciones como dueño de Miss Universo.
El 1 de octubre de 2015 en el programa "7 Estrellas" de Televisora de Costa Rica – dueña de la franquicia de Miss Costa Rica anunció que Brenda Castro, Miss Costa Rica 2015, participaría en el Miss Universo 2015 después de que Donald Trump vendiera sus acciones como dueño de la Organización.
| Predecesor: Carolina Rodríguez Durán | Señorita Verano 2015 | Sucesor: Por disputar             |
| Predecesor: Karina Ramos Leitón      | Miss Costa Rica 2015 | Sucesor: Carolina Rodríguez Durán |

## Miss Grand Internacional 2019
El martes 19 de marzo de 2019, Miss Grand Costa Rica emitió un comunicado oficial diciendo que para la séptima edición del Miss Grand Internacional que se llevará a cabo en Caracas, Venezuela del 5 al 25 de octubre de 2019, fue seleccionada la señorita Brenda Castro por la organización nacional después de un análisis minucioso de las posibles candidatas que pudieran viajar este año. Adicionalmente anunciaron que seguirán con la producción The Finalists donde elegirán a la representante para la edición del 2020.